# J. C. MacKenzie
John Charles MacKenzie (Peterborough, 1970. október 17. –) amerikai színész.
Ismertebb televíziós alakításai voltak a Sötét angyal (2000–2002) és a Bakelit című sorozatokban. Martin Scorsese filmrendező több filmjében is feltűnt: A tégla (2006), A Wall Street farkasa (2013) és Az ír (2019).

## Filmográfia

### Film
| Év   | Magyar cím                     | Eredeti cím                        | Szerep                         | Magyar hang      |
| ---- | ------------------------------ | ---------------------------------- | ------------------------------ | ---------------- |
| 1991 | Az agyamra mész!               | Dutch                              | Mike Malloy                    |                  |
| 1994 |                                | Rave Review                        | John (stáblistán nem szerepel) |                  |
| 1995 | Nepperek                       | Clockers                           | Frank, orvos                   |                  |
| 1995 | Életgyáva                      | Heavy                              | gázos                          |                  |
| 1998 | A játék ördöge                 | He Got Game                        | Dr. Cone                       |                  |
| 2000 | A nőfaló ufó                   | What Planet Are You From?          | John                           |                  |
| 2001 |                                | Final                              | Todd                           |                  |
| 2004 | A Richard Nixon-merénylet      | The Assassination of Richard Nixon | pilóta                         |                  |
| 2004 | Aviátor                        | The Aviator                        | Ludlow                         | Welker Gábor     |
| 2006 | Kínzó látomás                  | The Return                         | Griff                          | Fehér Péter      |
| 2006 | Kínzó látomás                  | The Return                         | Griff fiatalon                 | Stern Dániel     |
| 2006 | A tégla                        | The Departed                       | ingatlanügynök                 |                  |
| 2008 | Amikor megállt a Föld          | The Day the Earth Stood Still      | Grossman                       | Welker Gábor     |
| 2008 | Van az a pénz, ami megbolondít | Mad Money                          | Richard Mandelbrot             |                  |
| 2009 | Egyetlenem                     | My One and Only                    | Tom                            |                  |
| 2012 |                                | For the Love of Money              | Mr. Phillips                   |                  |
| 2012 |                                | Commencement                       | Paul Wesker                    |                  |
| 2012 |                                | That Guy... Who Was in That Thing  | önmaga                         |                  |
| 2013 | A Wall Street farkasa          | The Wolf of Wall Street            | Lucas Solomon                  | Csuha Lajos      |
| 2017 | Elit játszma                   | Molly's Game                       | Harrison Wellstone             | Takátsy Péter    |
| 2019 | Megosztás                      | Share                              | Mickey Lundy                   |                  |
| 2019 | Az ír                          | The Irishman                       | James F. Neal                  | Fazekas István   |
| 2020 | Vadászat                       | The Hunt                           | Paul                           | Epres Attila     |
| 2020 | A Góliát akció                 | Target Number One                  | Arthur                         | Galbenisz Tomasz |
| 2020 | A chicagói 7-ek tárgyalása     | The Trial of the Chicago 7         | Tom Foran                      |                  |
| 2022 | Kosárra fel!                   | Somewhere in Queens                | Mr. Mack                       |                  |
| 2023 | Megfojtott virágok             | Killers of the Flower Moon         | rádióbemondó                   | Csankó Zoltán    |
| 2023 | Amerikai irodalom              | American Fiction                   | Carl Brunt                     | Bardóczy Attila  |

### Televízió
| Év        | Magyar cím                               | Eredeti cím                       | Szerep                        | Megjegyzések                                  |
| --------- | ---------------------------------------- | --------------------------------- | ----------------------------- | --------------------------------------------- |
| 1985      |                                          | Seeing Things                     | Peter Deacon-Davies           | 1 epizód                                      |
| 1985      | Perry Mason visszatér                    | Perry Mason Returns               | benzinkutas                   | tévéfilm                                      |
| 1988      |                                          | Alfred Hitchcock Presents         | Rick Hayden                   | 1 epizód                                      |
| 1989      |                                          | Tattingers                        | részvényes                    | 1 epizód                                      |
| 1989      |                                          | Have Faith                        | Nicky Doran atya              | 1 epizód                                      |
| 1990      | Baywatch                                 | Baywatch                          | Marty                         | 1 epizód                                      |
| 1990      |                                          | Babes                             | Greg                          | 1 epizód                                      |
| 1991      | Az éjszaka árnyai                        | In the Heat of the Night          | Mara nyomozó                  | 1 epizód                                      |
| 1991      | Gyilkos gyógyír                          | Deadly Medicine                   | Dr. Jim Vale                  | tévéfilm                                      |
| 1992      |                                          | Sibs                              | Chris                         | 1 epizód                                      |
| 1994      | Esküdt ellenségek                        | Law & Order                       | M. E. Hoeck                   | 1 epizód                                      |
| 1995      |                                          | CBS Schoolbreak Special           | Al Rossi                      | 1 epizód                                      |
| 1995–1997 |                                          | Murder One                        | Arnold Spivak                 | 41 epizód                                     |
| 1996      | Poltergeist – A kopogó szellem           | Poltergeist: The Legacy           | Stan Davace                   | 1 epizód                                      |
| 1996      | Trükkös halál                            | F/X: The Series                   | Wayne Harmon                  | 1 epizód                                      |
| 1998      | Angyali érintés                          | Touched by an Angel               | Ray Craig                     | 1 epizód                                      |
| 1998      | Hullagyártó harckocsi                    | The Pentagon Wars                 | Jones                         | tévéfilm                                      |
| 1998      | Veszélyes küldetés                       | New York Undercover               | Holmquist                     | 1 epizód                                      |
| 1998      | Ügyvédek                                 | The Practice                      | Dr. Fred Spivak               | 3 epizód                                      |
| 1999      | Doktorok                                 | L.A. Doctors                      | Ray ügyész                    | 1 epizód                                      |
| 1999      | Total Recall – Az emlékmás               | Total Recall 2070                 | Brendan McGuire               | 1 epizód                                      |
| 1999      | A babaarcú gyilkos                       | Happy Face Murders                | Ed Baker                      | tévéfilm                                      |
| 1999      | A bolygó neve: Föld                      | Earth: Final Conflict             | Dr. Michael Reed              | 1 epizód                                      |
| 2000      | Tökéletes gyilkos, tökéletes város       | Perfect Murder, Perfect Town      | Trip Demuth                   | minisorozat                                   |
| 2000–2002 | Sötét angyal                             | Dark Angel                        | Reagan „Normal” Ronald        | főszereplő (42 epizód)                        |
| 2002      | Monk – A flúgos nyomozó                  | Monk                              | Sidney Teal                   | 1 epizód                                      |
| 2002      |                                          | MDs                               | Ted                           | 1 epizód                                      |
| 2003      | Az Ügynökség                             | The Agency                        | Peter Walton                  | 1 epizód                                      |
| 2003–2009 | CSI: Miami helyszínelők                  | CSI: Miami                        | Mr. Infante / Timothy Hewitt  | 2 epizód                                      |
| 2004      | JAG – Becsületbeli ügyek                 | JAG                               | Sean Parker                   | 1 epizód                                      |
| 2004      | Esküdt ellenségek: Bűnös szándék         | Law & Order: Criminal Intent      | Lenny                         | 1 epizód                                      |
| 2004–2008 | The Shield – Kemény zsaruk               | The Shield                        | Kouf nyomozó                  | 3 epizód                                      |
| 2005–2023 | Esküdt ellenségek: Különleges ügyosztály | Law & Order: Special Victims Unit | Brian Ackerman / Richard Pace | 5 epizód                                      |
| 2006      |                                          | Gospel of Deceit                  | Ted Wendell                   | tévéfilm                                      |
| 2006      | CSI: A helyszínelők                      | CSI: Crime Scene Investigation    | Dr. Gus Hoffman               | 1 epizód                                      |
| 2006      | Túsztárgyalók                            | Standoff                          | William Tate                  | 1 epizód                                      |
| 2006      |                                          | Enemies                           | Keith Abbott                  | 1 epizód                                      |
| 2007      | NCIS                                     | NCIS                              | Mitchell Reese                | 1 epizód                                      |
| 2007      | 24                                       | 24                                | Dr. Bradley                   | 1 epizód                                      |
| 2008      | Született feleségek                      | Desperate Housewives              | Walter Bierlich               | 1 epizód                                      |
| 2009      | Nyomtalanul                              | Without a Trace                   | Rick Stevens                  | 1 epizód                                      |
| 2009      | Szellemekkel suttogó                     | Ghost Whisperer                   | Jeffrey Silber                | 1 epizód                                      |
| 2009      | Célkeresztben                            | In Plain Sight                    | Mr. Day                       | 1 epizód                                      |
| 2009      | A médium                                 | Medium                            | Dan Taper                     | 1 epizód                                      |
| 2009      | Dexter                                   | Dexter                            | Andy Brightman                | 1 epizód                                      |
| 2010      | A mentalista                             | The Mentalist                     | Griffin Welks                 | 1 epizód                                      |
| 2010      |                                          | Gigantic                          | Gary Ritter                   | 5 epizód                                      |
| 2011      | Hármastársak                             | Big Love                          | Buckland főfelügyelő          | 1 epizód                                      |
| 2011      | Minden lében négy kanál                  | Burn Notice                       | Hector Oaks                   |                                               |
| 2013      | Kártyavár                                | House of Cards                    | Phil Langdon                  | 1 epizód                                      |
| 2013      | Sherlock és Watson                       | Elementary                        | Daren Sutter                  | 1 epizód                                      |
| 2014–2015 | Hemlock Grove                            | Hemlock Grove                     | Dr. Arnold Spivak             | 6 epizód                                      |
| 2015      | A férjem védelmében                      | The Good Wife                     | interjúztató                  | 1 epizód                                      |
| 2016      | Bakelit                                  | Vinyl                             | Skip Fontaine                 | 10 epizód                                     |
| 2016      |                                          | The OA                            | Dr. Mark Shea                 | 1 epizód                                      |
| 2016–2017 |                                          | Madam Secretary                   | Sam Evans kormányzó           | 8 epizód                                      |
| 2018      |                                          | Instinct                          | Frank Fallon                  | 1 epizód                                      |
| 2019      |                                          | Bull                              | McPherson bíró                | 1 epizód                                      |
| 2020      |                                          | FBI: Most Wanted                  | Edward Philpot bíró           | 1 epizód                                      |
| 2020      | A szörnyvadász család                    | October Faction                   | Fred Allen                    | - 10 epizód - magyar hangja: - Czvetkó Sándor |
| 2020      | Milliárdok nyomában                      | Billions                          | Julien Kessel                 | 1 epizód                                      |
| 2022      |                                          | The Girl from Plainville          | Moniz bíró                    | minisorozat (4 epizód)                        |
| 2022      | Gaslit: A Watergate-botrány              | Gaslit                            | E. Howard Hunt                | 5 epizód                                      |
| 2023      | Feketelista                              | The Blacklist                     | Mr. Kavanaugh                 | 1 epizód                                      |

## Fordítás
- Ez a szócikk részben vagy egészben  a   J. C. MacKenzie című angol Wikipédia-szócikk ezen változatának fordításán alapul.  Az eredeti cikk szerkesztőit annak laptörténete sorolja fel. Ez a jelzés csupán a megfogalmazás eredetét és a szerzői jogokat jelzi, nem szolgál a cikkben szereplő információk forrásmegjelöléseként.